# Ricardo Woodville
Ricardo Woodville (Maidstone, Kent, 1405 - Kenilworth, 12 de agosto de 1469) fue barón y desde 1466 conde de Rivers, hasta su muerte, fue padre de Isabel Woodville, reina consorte de Eduardo IV de Inglaterra.

## Primeros años de vida
Era hijo de Ricardo Woodville, chambelán del duque de Bedford, Juan de Lancaster, y de su primera esposa, Juana Bedlisgate. Fue el padre de Isabel Woodville, reina consorte de Inglaterra, abuelo de Eduardo V de Inglaterra y el bisabuelo de Enrique VIII de Inglaterra.

### Matrimonio e hijos
Alrededor de 1436, se casó con Jacquetta de Luxemburgo, descendiente de Juan I de Inglaterra, y que acababa de enviudar (2ª esposa) del duque de Bedford Juan de Lancaster. El matrimonio se mantuvo secreto y fueron multados cuando se hizo público.
Ricardo y Jacquetta de Luxemburgo tuvieron quince hijos:
- Isabel (1437 - 1492), reina consorte de Eduardo IV de Inglaterra y más tarde reina madre.
- Luis (1438), murió en la infancia.
- Ana (1438 - 1489), casada con William Bourchier, vizconde de Bouchier.
- Antonio (1440 - 1483), conde de Rivers.
- María (1443 - 1481), casada con William Herbert, conde de Pembroke.
- Juan (c. 1444 - 1469).
- Jacoba (1445-1509), casada con John Le Strange, octavo barón Strange de Knockin.
- Leonel (c. 1446 - 1484), Obispo de Salisbury.
- Leonor (¿? - 1512), casada con Sir Anthony Grey.
- Margarita (1450 - 1490), casada con Thomas FitzAlan, conde de Arundel.
- Marta (dc. 1500), casada con John Bromley.
- Ricardo (1453 - 1491), conde de Rivers.
- Eduardo (1454 - 1488).
- Catalina (c. 1454 - c. 1509) casada con Henry Stafford, II duque de Buckingham.
- Agnes Woodville (1460 - 1506)

## Vida pública
Ricardo Woodville, que al parecer en la Batalla de Agincourt fue escudero del rey Enrique V, apoyó a la Casa de Lancaster y a su sucesor Enrique VI, quien lo nombró señor y barón de Rivers.
Al inicio de la Guerra de las Dos Rosas, en 1455, Ricardo continuó apoyando la causa Lancaster. Durante el curso de las operaciones bélicas en 1460 fue hecho prisionero en Calais por el conde de March Eduardo, quien más tarde se convertiría en el rey Eduardo IV, bajo la causa York. Tras esos hechos, Ricardo pasó a apoyar la causa Yorkista al considerar perdida la de Lancaster.
El 1 de mayo de 1464 una de las hijas de Ricardo Isabel Woodville, viuda de Juan Grey de Groby, caballero de Lancaster, se casó secretamente con el rey Eduardo IV. Ricardo fue nombrado conde de Rivers, creándose así este título nobiliario. Ricardo, como padre de la reina se convierte en la cabeza de una familia ambiciosa y en ascenso, que a través de muchos matrimonios por conveniencia recibieron un gran número de títulos y tierras, convirtiéndose así en una amenaza para el principal consejero real Ricardo Neville, conde de Warwick, quien gobernaba realmente. A principios de 1468 las tierras de Woodville fueron saqueadas por los partidarios de Neville.
Tras la derrota del rey Eduardo IV en la batalla de Edgecote Moor, el 26 de julio de 1469, Ricardo y su segundo hijo, Juan Woodville fueron hechos prisioneros en Chepstow. Tras un juicio de ficción fueron decapitados en Kenilworth el 12 de agosto de 1469.
Al morir, su hijo Antonio Woodville lo sucede en títulos.